# Mohammed Abdel Wahab
Mohammed Abdel Wahab, o, più correttamente, Muḥammad ʿAbd al-Wahhāb (in arabo محمد عبد الوهاب‎?) (Il Cairo, 13 marzo 1902 – Il Cairo, 3 maggio 1991), è stato un attore, cantante e compositore egiziano di grande popolarità in Egitto e in tutto il mondo arabo.
Viene considerato uno dei "quattro grandi" della musica araba insieme a Umm Kulthūm, Farīd al-Atrash e ʿAbd al-Ḥalīm Ḥāfeẓ.
Nel 1950 ha composto l'inno del Regno di Libia, Libia, Libia, Libia attualmente utilizzato dal Consiglio Nazionale di Transizione libico.

## Onorificenze

### Onorificenze egiziane
Cavaliere di gran croce dell'Ordine al merito